# Объёмная плотность световой энергии
Объёмная плотность световой энергии — световая фотометрическая величина, световая энергия, содержащаяся в единичном объёме. Обычно обозначается как {\displaystyle u_{v}} или {\displaystyle w_{v}}. Определяется как {\displaystyle u_{v}={\frac {dQ_{v}}{dV}}}, где {\displaystyle Q_{v}} — энергия излучения, {\displaystyle V} — объём. Соотношение силы света малого объёма светорассеивающей или самосветящейся среды в некотором направлении к объёму. В системе СИ измеряется в лм·с·м−3.

## Объёмная плотность энергии излучения
Объёмная плотность энергии излучения — энергетический аналог объёмной плотности световой энергии, численно равняется энергии электромагнитного излучения в единице объёма по всему спектру частот. В случае равновесного теплового излучения является функцией температуры. Обычно обозначается как {\displaystyle u_{e}} или {\displaystyle w_{e}} («e» от «energetic»). Математически определяется как {\displaystyle u_{e}={\frac {dQ_{e}}{dV}}}, где {\displaystyle Q_{e}} — энергия излучения, {\displaystyle V} — объём. В системе СИ измеряется в Дж·м−3.

### Связь объёмной плотности энергии излучения с другими энергетическими фотометрическими величинами
Если излучение распространяется в одном направлении, то поток излучения через единичную площадь, перпендикулярную направлению распространения излучения, определяется облученностью (энергетической освещённостью):
{\displaystyle E_{e}=c\cdot u_{e},}
где c - скорость света.
Если же интенсивность излучения одинакова во всех направлениях, то передача энергии в произвольном направлении определяется энергетической яркостью:
{\displaystyle L_{e}={\frac {c}{4\pi }}u_{e},}
а полный поток излучения определяется энергетической светимостью:
{\displaystyle M_{e}=\pi L_{e}={\frac {c}{4}}u_{e}.}